# SK Sturm Graz
SK Sturm Graz austrijski je nogometni klub iz grada Graza u Štajerskoj.

## Uspjesi
- Austrijska Bundesliga
- Prvak (5): 1997./98., 1998./99., 2010./11., 2023./24., 2024./25.

- Austrijski kup
- Osvajač (7): 1995./96., 1996./97., 1998./99., 2009./10., 2017./18., 2022./23., 2023./24.

- Austrijski superkup
- Osvajač (3): 1996., 1998., 1999.